# N22 (Ierland)

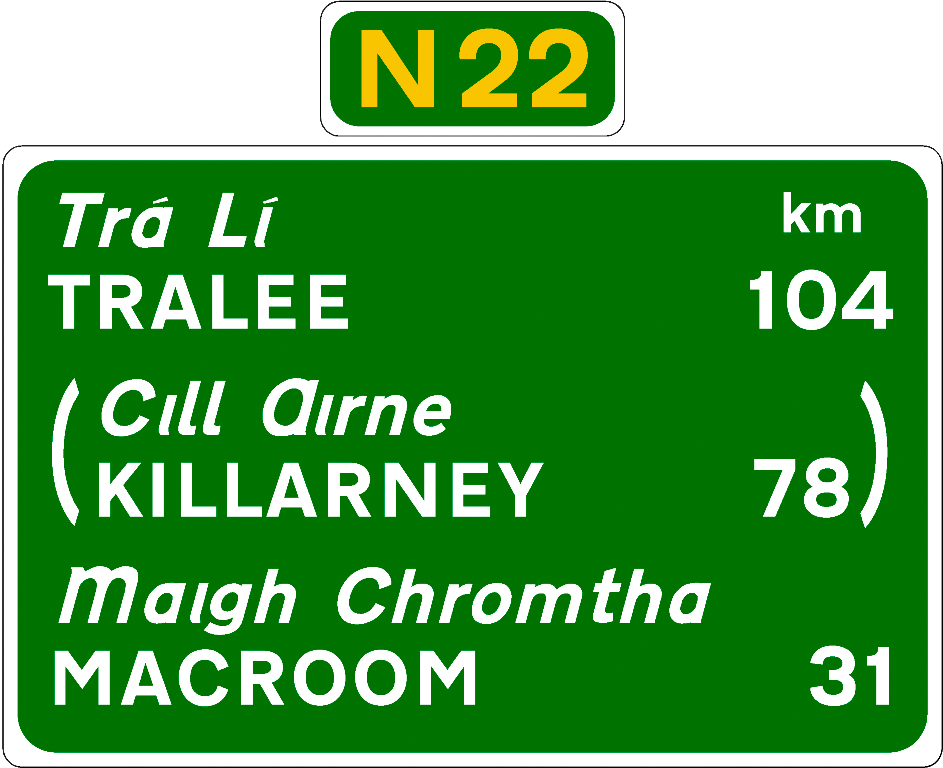
Bewegwijzering N22

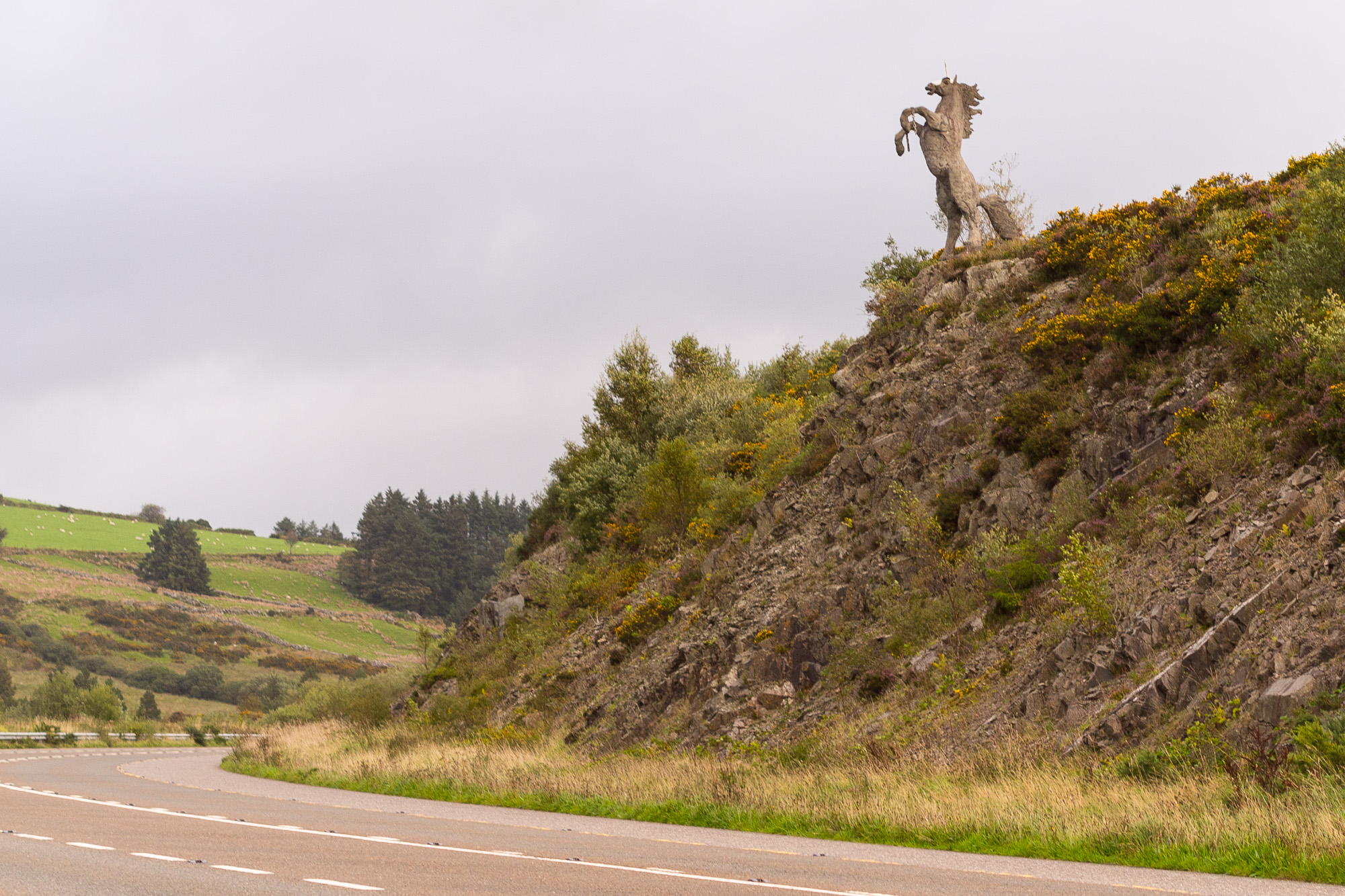
Standbeeld The Unicorn, langs de N22

De N22 is een nationale hoofdweg in Ierland. De weg loopt door de county's Kerry en Cork De N22 begint in Tralee en loopt via Killarney, Macroom en Ballincollig naar Cork.
N1 · 
N2 · 
N3 · 
N4 · 
N5 · 
N6 · 
N7 · 
N8 · 
N9 · 
N10 · 
N11 · 
N12 · 
N13 · 
N14 · 
N15 · 
N16 · 
N17 · 
N18 · 
N19 · 
N20 · 
N21 · 
N22 · 
N23 · 
N24 · 
N25 · 
N26 · 
N27 · 
N28 · 
N29 · 
N30 · 
N31 · 
N32 · 
N33 · 
N50